# Reem Maged
 (février 2018).
Reem Maged (arabe : ريم ماجد فوزى السيد أبو زيد),  née le 1er janvier 1974, est une journaliste égyptienne et ancienne animatrice de l'émission populaire bel Masry Baladna sur la chaine  égyptienne ONTV. 
La popularité de Maged et sa renommée ont considérablement augmenté en raison de sa couverture critique des événements politiques depuis la Révolution égyptienne de 2011, ainsi que sa critique de l'armée, qui a gouverné l'Egypte depuis la démission de Hosni Moubarak.
Elle a été décrite comme « la meilleure et sans doute la plus virulente voix féminine de l'Égypte après révolution ».
Maged a cessé de présenter son émission en 2013, et en 2014 elle rejoint une campagne de grève de la faim en solidarité avec les prisonniers politiques.

## Éducation et carrière
Maged a étudié le journalisme à Université du Caire dont elle a été diplômée en 1995. Après avoir obtenu son diplôme, Maged a commencé à travailler à la télévision du Nil, où elle a travaillé pendant 12 ans. Maged a également produit des films pour la chaine Al Jazeera Children. Plus tard, elle a beaucoup voyagé tout en travaillant pour des productions, basée à Dubaï, en produisant une série de documentaires.
Elle travaille actuellement pour  ONTV.

## Révolution égyptienne
Maged a gagné une renommée durant les premiers jours de la révolution égyptienne 2011, dans laquelle elle passait ses journées à des emplacements de protestation et ensuite rapporter les opinions des manifestants pendant dans bulletins de nouvelles en soirée.
Après la révolution, son émission a émergé comme un espace crucial pour la diffusion d'opinions critiques sur les questions politiques et sociales en Egypte.
Sa critique de l'armée égyptienne et sa gestion de la période post-révolution l'a amenée à être convoquée pour un interrogatoire par les autorités militaires.
Des manifestants pro-armée ont déployé des banderoles lors d'une manifestation pour appeler à son exécution, ainsi que des animateurs de télévision égyptiens comme Mona El-Shazly et Lamis Elhadidy.